# Ольшана (Харьковская область)
Ольша́на, ранее Новоольша́на, Ольша́нка (укр. Вільшана) — село, Ольшанский сельский совет, Купянский район, Харьковская область, Украина.
Код КОАТУУ — 6321883501. Население на 2024 год составляет около 100 человек.
Является административным центром Ольшанского сельского совета, в который, кроме того, входят сёла Лиман Первый, Масютовка и Першотравневое (б. Мануиловка).

## Географическое положение
Село Ольшана находится на обоих берегах реки Ольшана, у её истоков, река через 5 км впадает в реку Оскол, село вытянуто вдоль русла на 9 км, к селу примыкает большой лесной массив (сосна), на расстоянии в 2 км расположены сёла Лиман Первый и Свистуновка.
В 4-х км находится железнодорожная станция Молчаново.

## История
- 1822 — дата первого упоминания слободы[1].
- С 2022 года оккупирован Россией в ходе вторжения в Украину

## Экономика
В селе при СССР были:
- молочно-товарная и птице-товарная фермы (поголовье крупного рогатого скота достикало 10 тысяч коров и быков);

- машинно-тракторные мастерские;
- ток и складские помещения;
- кирпичный завод;
- пекарня;
- пилорама;
- сельская больница и ветеринарная лечебница.

## Объекты социальной сферы
- Детский сад
- Школа
- Клуб
- Больница
- Библиотека
- Клуб
- Магазины

## Достопримечательности
- Братская могила советских воинов. Похоронено 24 воина.

## Религия
- Церковь Вознесения Господня.[2]

## Экология
- ЛЭП 110 кВ;
- источники ключевой воды, питающие реку Ольшана;
- насаживаемые посадки и естественные лесные массивы;
- территории лесничества.